# Mutius Aloys Ottow
Mutius Aloys Ottow (* 15. Dezember 1809 in Kalisch; † 13. Mai 1884 in Berlin) war ein deutscher Richter und Politiker.

## Leben
Ottow wuchs in Kalisch auf. Nach dem Abitur studierte er 1828 bis 1831 Rechtswissenschaft an der Universität Breslau und war während dieser Zeit auch im Corps Silesia aktiv. Nach der kurz darauf erfolgten Promotion zum Dr. iur. war er im Justizdienst verschiedener Städte tätig und wechselte dann 1844 an das Landgericht nach Neumarkt in Schlesien.
1847 wurde er nach Labiau versetzt und dort 1850 zum Kreis-Gerichts-Direktor befördert. Von 1853 bis 1861 war er an den Landgerichten in Landeshut in Schlesien und Hirschberg im Riesengebirge tätig.

## Politik
Ottow war als Abgeordneter des Wahlbezirks Labiau vom 18. Mai 1848 bis zum 30. Mai 1849 Mitglied der Frankfurter Nationalversammlung und gehörte dort der Casino-Fraktion an.
1858 wurde er als Vertreter für die Kreise Landeshut und Bolkenheim in das Preußische Abgeordnetenhaus, dem er zunächst von 1849 bis 1867 angehörte, gewählt. Er war erneut Mitglied des Abgeordnetenhauses von 1873 bis 1879 und von 1882 bis zu seinem Tode 1884. Er vertrat den Wahlkreis Regierungsbezirk Liegnitz 7 (Hirschberg – Schönau).

## Werke
- Die gemeine Erbfolge-Ordnung nach Preussischem Landrechte (= Uebersichten einzelner Materien des Preussischen Rechts. Heft 1), Breslau und Ratibor 1844
- Die Grundrechte des deutschen Volkes nebst den Entwürfen zu den Gesetzen und Hinweisungen auf andere Verfassungen, Frankfurt am Main 1849